# 笠松山 (兵庫県)
笠松山（かさまつやま）は兵庫県加西市にある標高243mの山。加古川水系と法華寺谷川水系の分水嶺。

## 概要
笠松山付近は古法華自然公園に指定されている。山頂には展望台があり、善防山や、千ヶ峰、六甲山地、明石海峡大橋などが見え、展望がよい。現在やや南に位置する一乗寺は創建当時には笠松山周辺にあったと推定されており、笠松山の山麓の古法華寺には古法華（ふるぼっけ）石仏と称される奈良時代の三尊石仏（重要文化財）があり、「古法華」とは「法華山一乗寺の旧地」の意味と思われる。ふるさと兵庫50山ならびにふるさと兵庫100山のひとつ。

## ギャラリー
- 笠松山山頂下の岩場
- 笠松山から望む善防山